# گروه آلما
 گروه آلما  یک فیلم ایرانی به کارگردانی عباس مرادیان و تهیه‌کنندگی محمدرضا محمدی و جمال گلی محصول سال ۱۳۹۴است.

## داستان
پیمان در اثر عشقی نافرجام گروه آلما را ۱۵ سال پیش ترک کرده است. او با رفتنش موجب فروپاشی این گروه می‌شود که تازه رونق گرفته بود. حال پیمان با مرگ استاد بیات (پدر آلما) به ایران برمی‌گردد و در آستانه بازگشت متوجه می‌شود آلما در اثر مرگ فرزندش در بیمارستان روانی بستری است. حالا او می‌ماند و تازگی عشقی نافرجام و وصیت استاد بیات برای بازگرداندن آلما به زندگی

## بازیگران
- مجید واشقانی
- بهاره افشاری
- کامران تفتی
- آتیلا پسیانی
- شقایق فراهانی
- نازنین فراهانی
- شقایق فراهانی
- و پژمان بازغی